# 刑部千国
刑部 千国（おさかべ の ちくに、生没年不詳）は、奈良時代の防人。

## 経歴・人物
上総国市原郡の人物。天平勝宝7歳（755年）2月、防人として筑紫に派遣された際、妻を思い詠んだ歌が『万葉集』に1首入集。

## 歌
- 葦垣の 隈所に立ちて 我妹子が 袖もしほほに 泣きしそ思はゆ[1]